# Vara kommun
Vara kommun er en svensk kommune. Hovedbyen er Vara.
Kommunen ligger ca. 10 mil nordøst for Göteborg og gennemkøres af E20 og hovedvej 47 samt af Älvsborgsbanen og Kinnekullebanen.

## Større byer
- Vara
- Kvänum
- Tråvad
- Jung
- Vedum
- Larv
- Stora Levene
- Emtunga

## Församlingar
- Kvänums församling
- Larvs församling
- Levene församling
- Ryda församling
- Vara församling
- Vedums församling

58°16′N 12°57′Ø / 58.267°N 12.950°Ø